# Antioco II di Commagene
Antioco II (fl. I secolo a.C.) è stato re di Commagene.
Figlio di Antioco I e fratello di Mitridate II, salì al potere quando il fratello venne destituito. Accusato nel 29 a.C. di aver ucciso un ambasciatore del fratello a Roma, fu citato presso Augusto e condannato a morte.